# Istituto nazionale per l'addestramento e il perfezionamento dei lavoratori dell'industria
L'Istituto nazionale per l'addestramento e il perfezionamento dei lavoratori dell'industria (INAPLI), nato come Istituto nazionale fascista per l'addestramento e il perfezionamento dei lavoratori dell'industria (INFAPLI), è un ente italiano che si occupava di corsi di formazione per le maestranze dell'industria.
Venne istituito con un contratto collettivo il 25 dicembre 1938. Era disciplinato dal regio decreto legge 21 giugno 1938, n. 1380, convertito nella legge 16 gennaio 1939, n. 290. Nel 1945, dopo la caduta del fascismo, la denominazione cambiò da INFAPLI a INAPLI. Con la legge 29 aprile 1949, n. 264, le competenze dell'ente vennero ampliate con corsi più specialistici e corsi di qualificazione e riqualificazione, soggetti all'autorizzazione del Ministero del lavoro e della previdenza sociale di concerto con il Ministero del tesoro.
Secondo lo statuto approvato dal D.P.R. 22 giugno 1949, n. 393, la sede centrale dell'istituto era a Roma ed era diretta da un presidente e da un consiglio di amministrazione con altri dieci membri, nominati con decreto del Ministero del lavoro. Le diramazioni locali erano costituite dagli ispettorati interprovinciali o, quando presenti, dalle rappresentanze nei capoluoghi di provincia o in altri luoghi di rilievo.
L'INAPLI e il Ministero del lavoro emettevano periodicamente delle circolari con disposizioni su come andavano effettuati i corsi. Questi venivano erogati dai Centri di addestramento professionale o da altri enti e istituzioni che costituivano sedi isolate. Gli ispettorati interprovinciali controllavano finanziariamente e amministrativamente i centri e gli enti che promuovevano i corsi.
I corsi, di carattere teorico-pratico, potevano essere di tipo complementare, normale, per disoccupati o speciale. Erano gratuiti, con frequenza obbligatoria, e di durata variabile a seconda del tipo e delle normative.
L'ente venne soppresso dopo l'istituzione delle regioni a statuto ordinario. Le sue competenze vennero trasferite alle regioni con il D.P.R. 15 gennaio 1972, n. 10, art. 2, e il D.P.R. 24 luglio 1977, n. 616, art. 35, e passarono ai Centri di formazione professionale.